# Нижние Тунгузы
Нижние Тунгузы — упразднённая в 1999 году деревня в Седельниковском районе Омской области. Входила в состав Ельничного сельского поселения. 

## География
Располагалась на ручье Тунгузка, в 4 км к северо-востоку от деревни Елизарово.

## История
Основана в 1896 г. 
В 1928 году в административном отношении входила в состав Елизаровского сельсовета Седельниковского района Тарского округа Сибирского края.
Исключена из учётных данных в 1999 г.

## Население
По данным переписи 1926 г в деревне проживало 304 человека (155 мужчин и 149 женщин), основное население — белоруссы.

## Инфраструктура
В 1928 году состояла из 49 хозяйств.
По данным на 1991 г. деревня являлась бригадой колхоза «Россия».